# Боричевичи
Боричевичи (бел. Барычавічы) — деревня в Пинском районе в Брестской области Белоруссии. Административный центр Боричевичского сельсовета. Население — 139 человек (2019).

## География
Деревня расположена в 35 км к юго-востоку от Пинска и в 215 км от Бреста, на автодороге Каллауровичи — Бижеревичи.

## История
Впервые Боричевичи упоминаются в конце XV века в грамотах великих князей литовских и королей польских Казимира IV Ягеллончика и Сигизмунда I Старого. После второго раздела Речи Посполитой в 1793 году деревня вошла в состав Российской империи (Северо-Западный край). В 1860-х—1921 годах деревня входила в состав Лемешевичской волости Пинского уезда Минской губернии.
В 1921—1939 годах деревня находилась в составе Лемешевичской гмины Пинского повета Полесского воеводства Польши, с 1939 находится в составе Белоруссии. С 15 января 1940 по 8 января 1954 годы Боричевичи находились в составе Пинского района Пинской области, с 8 января 1954 года — в Брестской. С июля 1941 по июль 1944 годов, в годы Великой Отечественной войны, деревня находилась под оккупацией немецких войск.
С 12 октября 1940 по 16 апреля 1973 года деревня подчинялась Бижеревичским сельсоветом, с 16 апреля 1973 года — административный центр Боричевичского сельсовета.

## Население
| Год       | 1995 | 2019 |
| --------- | ---- | ---- |
| Население | 320  | ▼139 |